# Lune dans l'art et la culture

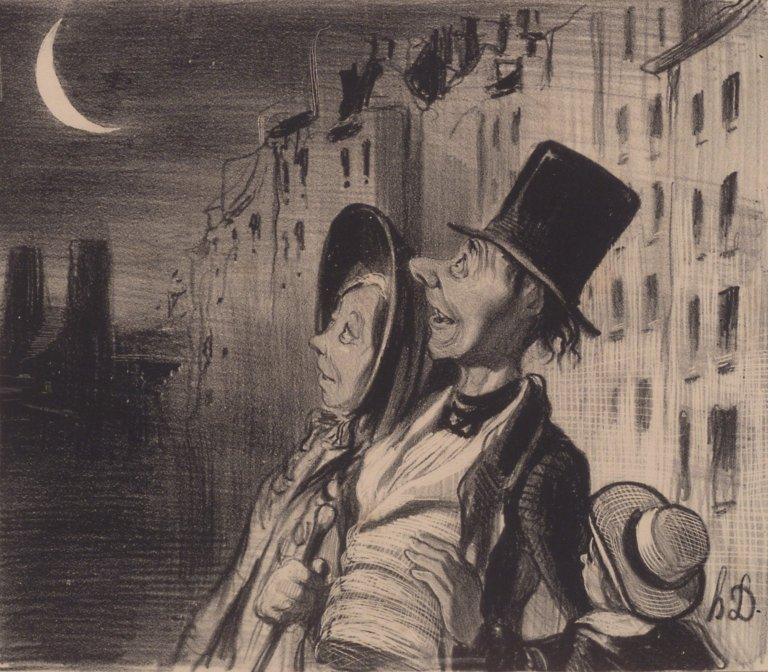
Gravure d'Honoré Daumier - La Vue

La Lune est depuis toujours une source d'inspiration dans les arts et la culture, y compris populaire.
Cet article présente une liste des œuvres ayant pour thème la Lune en fonction du médium.

## Littérature

### Roman
- Histoires vraies, un récit de voyage satirique écrit au IIe siècle par le philosophe et satiriste grec Lucien de Samosate. Ce récit est régulièrement cité comme un précurseur voire comme la première œuvre de science-fiction de l'histoire[2],[3],[4].
- L'Homme dans la Lune, roman de l'évêque anglais Francis Godwin (sous le pseudonyme de Domingo Gonsales), écrit à la fin des années 1620, publié à titre posthume en 1638.
- The Discovery of a World in the Moone, de l'ecclésiastique et scientifique anglais John Wilkins, publié en 1638, avec un appendice « The possibility of a passage thither » ajouté en 1640.
- Histoire comique des États et Empires de la Lune, un conte écrit par l'écrivain français Cyrano de Bergerac, publié en 1655.
- Entretiens sur la pluralité des mondes du philosophe français Fontenelle (1686).
- De la Terre à la Lune, roman d’anticipation de Jules Verne paru en 1865 et suivi de Autour de la Lune, paru en 1869.
- La Pierre de lune, un roman de Wilkie Collins publié en 1868.
- Clair de lune (juillet 1882) et Clair de lune (octobre 1882), nouvelles de Guy de Maupassant parues en 1882.
- Les Premiers Hommes dans la Lune d'H. G. Wells (1895).
- La Vallée de la Lune, un roman de Jack London, publié en 1913.
- Une femme dans la Lune, un roman de Thea von Harbou, publié en 1928 et porté à l'écran dans le film La Femme sur la Lune.
- Un voyage dans la Lune, un roman de l'écrivain allemand Otto Willi Gail, publié en 1928.
- Jusqu'à la Lune en fusée aérienne, un roman de l'écrivain allemand Otfrid von Hanstein, paru en 1929.
- L'Homme qui vendit la Lune et Révolte sur la Lune, romans de Robert A. Heinlein publiés en 1951 et 1966.
- Retour à « 0 » de Stefan Wul, un roman paru en 1956.
- Les Gouffres de la Lune, un roman d'Arthur C. Clarke, publié en 1961.
- Naufragés de la Lune, un roman d'Arthur C. Clarke publié en 1962.
- Colomb de la lune, un roman de René Barjavel publié en 1962.
- Les Clans de la Lune alphane, un roman de Philip K. Dick, publié en 1964.
- Révolte sur la Lune, roman de Robert A. Heinlein publié en 1966.
- Premiers sur la Lune, un livre de Neil Armstrong, Michael Collins et Edwin Aldrin, publié en 1970.
- Gens de la Lune, un roman de John Varley publié en 1992.
- La maison du clair de lune, un roman policier de Mary Higgins Clark, paru en 1996.
- La Lune et le Roi-Soleil, un roman de Vonda McIntyre, publié en 1997.
- Un cheval sous la lune, un roman de l’écrivain français Gilbert Bordes, publié en 1997.
- La Lune seule le sait, un roman de Johan Heliot, publié en 2000.
- Chien-de-la-lune, un roman de'Erik L'Homme publié en 2003.
- Par une nuit où la lune ne s'est pas levée, un roman de l'écrivain français d'origine chinoise Dai Sijie, publié en 2007.
- L'Œil de la Lune, un roman policier, paru de manière anonyme en 2008.
- Les Atouts de la Lune, un roman Dark Fantasy, de Frédéric Deveneta réédité par ladell édition en 2017.
- Luna, série de Ian McDonald, trois romans publiés de 2017 à 2019.

### Conte
- La Lune (de) (Der Mond) un conte des frères Grimm qui fait partie du recueil Contes de l'enfance et du foyer (1854).

### Nouvelle
- Aventure sans pareille d'un certain Hans Pfaall, une nouvelle d'Edgar Allan Poe publiée en 1835.
- Célestopol et Célestopol 1922, recueils de nouvelles d'Emmanuel Chastellière, publiés en 2017 et 2021.

### Poésie
- Un animal dans la Lune, une fable de Jean de La Fontaine - 1678.
- Ballade à la lune, un poème d'Alfred de Musset[5]
- Clair de lune, dans Les Orientales, de Victor Hugo - 1829 [6]
- Les Bienfaits de la lune, un poème en prose de Charles Baudelaire, publié en 1869.
- L’Imitation de Notre-Dame la Lune de Jules Laforgue - 1886[7]
- Canciones de luna de Federico García Lorca - 1922[8]
- Romance de la luna, luna, dans Romancero gitano de Federico García Lorca[9]
- La Lune de Théodore de Banville, Rondels - 1875 : « Avec ses caprices, la lune est comme une frivole amante ; elle sourit et se lamente, et vous fuit et vous importune... »
- Clair de lune de Paul Verlaine - 1869

### Bande dessinée
- Objectif Lune d'Hergé, Casterman - 1953
- On a marché sur la Lune d'Hergé, Casterman - 1954
- La Pierre de Lune, une bande-dessinée de la série Johan et Pirlouit de Peyo, publiée en 1956.
- La Guerre éternelle de Joe Haldeman et Marvano, Dupuis - 1988 à 1989
- Les Chroniques de la Lune Noire de François Froideval, Olivier Ledroit (tomes 1 à 5), Cyril Pontet (à partir du tome 6), Dargaud - 1989 à 2008
- De Cape et de Crocs d'Alain Ayroles et Jean-Luc Masbou, Delcourt - 1995
- Lou sur la Lune, le sixième album de la série de bande dessinée Lou de Berck publié en 1992.
- Madame la lune, une série de bande dessinée pour la jeunesse - 2001
- Libre à jamais de Joe Haldeman et Marvano, Dargaud - 2002 à 2003
- Contes de la pleine lune (tome 10 de Mélusine) de Clarke et Gilson, Dargaud - 2002
- Madame la lune de Jean-Luc Loyer et Nathalie Ferlut, Delcourt - 2001
- Jean Sans Lune (tome 5 de la série De cape et de crocs) d'Alain Ayroles et Jean-Luc Masbou, Delcourt - 2002
- Monsieur Lune[10] de Aurélien Morinière et Tarek, EP Jeunesse – 2007 (nouvelle édition)
- La fusée d’Achille de Batist[11] et Tarek, EP Jeunesse - 2008
- Trois petites histoires de monstres de Tarek, Aurélien Morinière, Lionel Chouin et Ivan Gomez-Montero, EP Jeunesse - 2009
- Le Signe de la lune de Enrique Bonet et José Luis Munuera, Dargaud - 2009
- J’ai marché sur la Lune ! de Batist et Tarek, EP Jeunesse - 2009
- Les Russes sur la Lune !, une bande-dessinée publiée en 2010.
- L'Ère des Cristaux, un manga de Haruko Ichikawa prépublié à partir de 2012.

### Autres médias écrits
- La Lune est un journal hebdomadaire satirique français du XIXe siècle, L’Éclipse lui succède ;
- La Petite Lune est un hebdomadaire satirique qui parut en 1878 et 1879.

## Filmographie
Au cinéma, la Lune est bien souvent une destination qui a fait fantasmer les scénaristes et réalisateurs car même après que l'humanité a atteint ce but, le cinéma continue ses voyages sur cet astre.
Dans les œuvres de fiction la Lune est bien souvent une destination qui a fait fantasmer les scénaristes et réalisateurs et après les années 1960, elle redevient un sujet cinématographique et télévisuelle.
La Lune est un thème majeur au cinéma, et ce dès ses débuts. Ainsi, le premier film de science-fiction de l'histoire, Le Voyage dans la Lune (1902) de Georges Mélies est centré sur l'astre et aborde déjà le sujet d'une équipe d'explorateurs la visitant et rencontrant ses habitants mythiques, les mêmes Sélénites que ceux évoqués par Lucien de Samosate,. Le roman de Thea von Harbou est également adapté en film muet par Fritz Lang dans La Femme sur la Lune (1929).
Après la Seconde Guerre mondiale, alors que la réalité géopolitique développe l'intérêt pour l'astre, le nombre de films augmente ; ainsi sortent Destination… Lune ! (1950) d'Irving Pichel et les adaptations De la Terre à la Lune (1958) de Byron Haskin, puis Les Premiers Hommes dans la Lune (1964) de Nathan Jura.
L'exploration spatiale développe considérablement le genre des films liés à la Lune, souvent tirés de faits réels, comme Apollo 13 (1995) de Ron Howard ou First Man : Le Premier Homme sur la Lune (2018) de Damien Chazelle, s'inspirant directement des missions de la NASA,. Des films de pure science-fiction sont également réalisés, de façon centrée dans Moon (2009) de Duncan Jones ou en tant que décor dans 2001, l'Odyssée de l'espace (1968) de Stanley Kubrick,.
En outre, dans le cadre de la production cinématographique, Steven Spielberg a choisi la Lune, avec le vélo d'Elliott et E.T. l'extra-terrestre passant devant, comme logo de sa société de production Amblin Entertainment, qu'il a co-fondée en 1981 avec Kathleen Kennedy et Frank Marshall. La société Dreamworks, que le réalisateur américain a co-créée avec Jeffrey Katzenberg et David Geffen en 1994, a utilisé comme logo la Lune en croissant pour signifier le rêve, avec un garçon qui s'assoit sur elle pour pêcher.

### Cinéma
- 1898 : La Lune à un mètre réalisé par Georges Méliès
- 1902 : Le Voyage dans la Lune réalisé par Georges Méliès
- 1908 : Au clair de la lune ou Pierrot malheureux réalisé par Georges Méliès
- 1919 : Les Premiers Hommes dans la Lune réalisé par Bruce Gordon et J. L. V. Leigh
- 1929 : La Femme sur la Lune réalisé par Fritz Lang
- 1935 : Dancing on the Moon de Dave Fleischer
- 1936 :
  - Les Mondes futurs réalisé par William Cameron Menzies
  - Le Voyage cosmique réalisé par Vassili Jouravlev
- 1943 : Les Aventures fantastiques du baron Münchhausen de Josef von Báky
- 1950 :
  - Vingt-quatre heures chez les Martiens réalisé par Kurt Neumann
  - Destination... Lune ! réalisé par Irving Pichel
- 1952 : Radar Men from the Moon (en) (Le Conquérant De La Lune) de Fred C. Brannon.
- 1953 :
  - Project Moonbase de Richard Talmadge
  - Cat Women of the Moon (en) réalisé par Arthur Hilton
- 1958 :
  - Le danger vient de l'espace réalisé par Paolo Heusch
  - De la Terre à la Lune réalisé par Byron Haskin
  - Fusée pour la lune réalisé par Richard E. Cunha
- 1960 :
  - Twelve to the Moon (en) réalisé par David Bradley
  - Passeport pour la Lune (Man in the Moon) réalisé par Basil Dearden
  - El conquistador de la Luna de Rogelio A. González

- 1961 : Nus sur la Lune
- 1962 :
  - Un pilote dans la Lune réalisé par James Neilson
- 1963 :
  - La Souris sur la Lune réalisé par Richard Lester
  - Steps to the Moon réalisé par Ion Popescu-Gopo
- 1964 : Les Premiers Hommes dans la Lune réalisé par Nathan Juran
- 1967 :
  - Quatre, trois, deux, un, objectif Lune de Primo Zeglio
  - 002 Operazione Luna réalisé par Lucio Fulci
  - Le Grand Départ vers la Lune de Don Sharp
  - Objectif Lune de Robert Altman
- 1968 : 2001, l'Odyssée de l'espace réalisé par Stanley Kubrick
- 1969 : Alerte Satellite 02 réalisé par Roy Ward Baker
- 1979 : Alerte dans le cosmos de George McCowan
- 1982 :
  - Y a-t-il enfin un pilote dans l'avion ? réalisé par Ken Finkleman
  - Le Secret des Sélénites réalisé par Jean Image
- 1988 : Les Aventures du baron de Münchhausen réalisé par Terry Gilliam
- 1989 :
  - Péril sur la Lune réalisé par Robert Dyke
  - Une grande excursion réalisé par Nick Park
- 1990 : Il y a des jours... et des lunes réalisé par Claude Lelouch
- 1995 : Apollo 13 réalisé par Ron Howard
- 1996 : Tykho Moon réalisé par Enki Bilal
- 2000 :
  - The Dish réalisé par Rob Sitch
  - Y a-t-il un flic pour sauver l'humanité ? réalisé par Allan A. Goldstein
- 2002 : Pluto Nash réalisé par Ron Underwood
- 2004 : Contes célestes de David Gautier et Irene Iborra
- 2005 : Magnificent Desolation: Walking on the Moon 3D réalisé par Mark Cowen
- 2008 : Fly Me to the Moon réalisé par Ben Stassen
- 2009 : Moon réalisé par Duncan Jones
- 2010 : Moi, moche et méchant
- 2011 :
  - Transformers 3 : La Face cachée de la Lune réalisé par Michael Bay
  - Apollo 18 réalisé par Gonzalo López-Gallego
- 2012 : Iron Sky réalisé par Timo Vuorensola
- 2015 :
  - Objectif Lune de Enrique Gato
  - Mune, le gardien de la lune
- 2019 :
  - Iron Sky 2 de Timo Vuorensola
  - Apollo 11 de Todd Douglas Miller (en)
- 2020 :
  - Voyage vers la Lune de Glen Keane et John Kahrs
  - Meteor Moon réalisé par Brian Nowak
- 2022 : Moonfall réalisé par Roland Emmerich
- 2024 : To the Moon de Greg Berlanti

### Télévision

#### Série
- 1963 : Doctor Who épisode The Moonbase
- 1975 : Cosmos 1999 créée par Gerry Anderson et Sylvia Anderson
- 1998 : De la Terre à la Lune de Tom Hanks
- 2005 : Doctor Who épisode La Loi des Judoons
- 2014 : Doctor Who épisode La Première Femme sur la Lune

## Théâtre et opéra
- L'Ours et la Lune, une pièce de théâtre de Paul Claudel, écrite en 1917.
- Jean de la Lune, une pièce de théâtre de Marcel Achard, écrite en 1929. Cette pièce de théâtre a été portée à l'écran dans le film Jean de la Lune.
- Le Voyage dans la Lune, un opéra-féerie de Jacques Offenbach, créé en 1875.
- La Face cachée de la Lune, une pièce de théâtre de Robert Lepage, créée en 2000. L'auteur l'a portée à l'écran dans le film du même nom (2003).

## Jeux vidéo
- Tintin sur la Lune, un jeu vidéo développé par Infogrames (1989)
- Voyage au cœur de la Lune, un jeu vidéo développé par Kheops Studio (2005)
- La Face éclairée de la Lune, un épisode des jeux vidéo Sam & Max (2007)
- Transformers 3 : La Face cachée de la Lune, un jeu vidéo développé par High Moon Studios (2011)
- Wolfenstein: The New Order, un épisode du jeu se déroule sur la "Moonbasis Eins", la base lunaire principale des Nazis sur la Lune dans l'univers uchronique du jeu. (2014)

## Musique

### Musique classique
- Clair de lune, de Claude Debussy (1905)
- Der Mond, de Carl Orff (1939)
- Pierrot lunaire d'Arnold Schönberg (1912)
- Sonate au clair de lune, de Ludwig van Beethoven (1801)

### Albums
- The Dark Side of the Moon, de Pink Floyd (1973)
- Dans la lune..., de Nicola Sirkis (1992)
- Au nom de la lune, d'Anggun (1997)
- La Lune est noire, d'Hydromel (1998)
- Enfants de la Lune, de Psy 4 De La Rime - (2005)
- Le Voyage dans la Lune, de Air (2012)

### Chansons
- À demain sur la lune, de Salvatore Adamo
- Alice dans la lune, de Nicola Sirkis
- Au clair de la lune
- Bad Moon Rising, de Creedence Clearwater Revival
- Ballade à la lune, de Georges Brassens
- Bark at the Moon, d'Ozzy Osbourne
- Bella luna, de Jason Mraz
- Besoin de La Lune, de Manu Chao
- Big Bad Moon, de Joe Satriani
- Black Moon, de Black Sabbath, album « Headless Cross »
- Blue Moon, de Anna Tsuchiya
- Blue Moon, de Elvis Presley
- Blue Moon, de Samantha Mumba
- Der Mond ist aufgegangen (Abendlied), de Matthias Claudius
- Calle luna, calle sol, de Hector Lavoe
- Dans la lune, de Zazie
- Cendre de Lune, de Mylène Farmer
- Clair de lune, de Léo Ferré (sur un poème de Paul Verlaine)
- Climbing to the Moon, de Eels
- Child of the Moon, de The Rolling Stones
- Children of the moon, de The Alan Parsons Project
- Cry for the Moon, de Epica
- Dance of the moonbird, de Legowelt
- Dancing with the Moonlit Knight, de Genesis
- Dancing in the moonlight, de Toploader
- Danser sur la lune, de Emmanuel Cottalorda (2007)
- The Dark Side of the Moon, de Pink Floyd
- Fly Me to the Moon, de chantée par Frank Sinatra
- Freezing Moon, de Mayhem
- Full Moon, de The Black Ghosts
- Full moon, de Brandy
- Fullmoon, de Sonata Arctica
- Full Moon Madness, de Moonspell
- Goodnight Moon, de Shivaree
- The Graveyard By Moonlight, de Cradle of Filth
- Half Moon, de Janis Joplin
- Harvest Moon, de Bedlam
- Harvest Moon, de Neil Young
- Hijo de la Luna, de Mecano
- How High the Moon, de Art Tatum
- J'ai demandé à la lune, de Indochine (2002)
- J’t’encore là (La lune), de Noir Silence
- La Luna, de Il Divo
- La Luna, de La Casa
- La Lune, de La Tordue
- La Lune, de Léo Ferré
- La Lune, de Madeon
- La Lune, de Mano Solo
- La Lune d’automne, de Michel Rivard
- La Lune est morte, de Les Frères Jacques
- Le Soleil et la Lune, de Charles Trenet (1939)
- Lua, de chantée par Mayra Andrade
- Lua nha testemunha, de chantée par Cesária Évora
- Luna llena, de Elvis Crespo
- Lune, de La Tordue
- Lune, de Michel Jonasz
- Lune du miel, de Don Choa
- Mab al loar, de EV
- La Mer de la tranquillité, de Barnabé Henri
- Mad man moon, de Genesis
- Man on the Moon, de Kid Cudi
- Man on the Moon, de R.E.M.
- Moon is a Harsh Mistress, de Pat Metheny & Charlie Haden
- Moon Over Bourbon Street, de Sting
- Moonage Daydream, de David Bowie
- Moonchild, de Fields of the Nephilim
- Moonchild, de Iron Maiden
- Moonchild, de King Crimson
- Moondance, de Nightwish
- Moondance, de Van Morrison
- Moonglow, de Rod Stewart, de Art Tatum
- Moonlapse Vertigo, de Opeth
- Moonlight, de Bob Dylan
- Moonlight Bay, de The Beatles
- Moonlight Mile, de The Rolling Stones
- Moonlight Drive, de The Doors
- Moonlight Force, de Shangri-La Dream
- Moonlight Serenade, de Glenn Miller
- Moonlight Shadow, de Mike Oldfield
- Moonlight Shadows, de Virtuocity
- Moonlight Sonata, de Ludwig van Beethoven (et reprise de Stuart Hamm)
- Moon River, de Henry Mancini (pour Audrey Hepburn)
- Moonskin, de Samael
- Moonshield- In Flames
- Moon of my night, de Kalmah
- Moon Over Kara-Shehr, de Emperor
- Moon Song, de Pat Metheny & Charlie Haden
- Moon, Turn The Tides...Gently, de The Jimi Hendrix Experience
- Mountains Of The Moon, de Mark Hollis
- Mr. Moonlight, de The Beatles
- My moon, my man, de Leslie Feist
- M'zelle Bulle, de Tryo
- On demande pas la Lune, de Les Enfoirés
- Plusieurs Lunes, album de Véronique Sanson
- Retour vers la lune noire, de Hubert-Félix Thiéfaine
- The Rising of the Moon, ballade irlandaise.
- Sail to the Moon, de Radiohead
- Salga la Luna, de Mano Negra
- Ship Of Luna, de Therion
- Signora Luna, de Vinicio Capossela
- Sister moon, de Sting
- Sister Moonshine, de Supertramp
- Scared of the Moon, de Michael Jackson
- Sur la Lune, de Bigflo et Oli
- Swim To The Moon, de Between the Buried and Me
- The Killing Moon, de Echo and the Bunnymen
- The Moon, de Patricia Barber
- The Moon in June, de Soft Machine
- Tintarella di Luna, de Mina
- Tres Lunas, de Mike Oldfield
- Un clair de lune à Maubeuge, de Bourvil
- Under a Funeral Moon, de Darkthrone
- Under a Glass Moon, de Dream Theater
- Under the panda moon, de Legowelt
- Under the Weeping Moon, de Opeth
- What's Next To The Moon, de AC/DC
- Walking on the moon, de The Police
- White Moon, de The White Stripes
- Yellow Moon, de Akeboshi

## Citations
- « La lune est le premier des morts » (Der Mond ist der erste Gestorbene) (Eduard Seler)